# Alberto Perea
Alberto Álvaro Perea Correoso (ur. 19 grudnia 1990 w Albacete) – hiszpański piłkarz występujący na pozycji pomocnika w Granadzie CF.